# Lasy Spalsko-Rogowskie

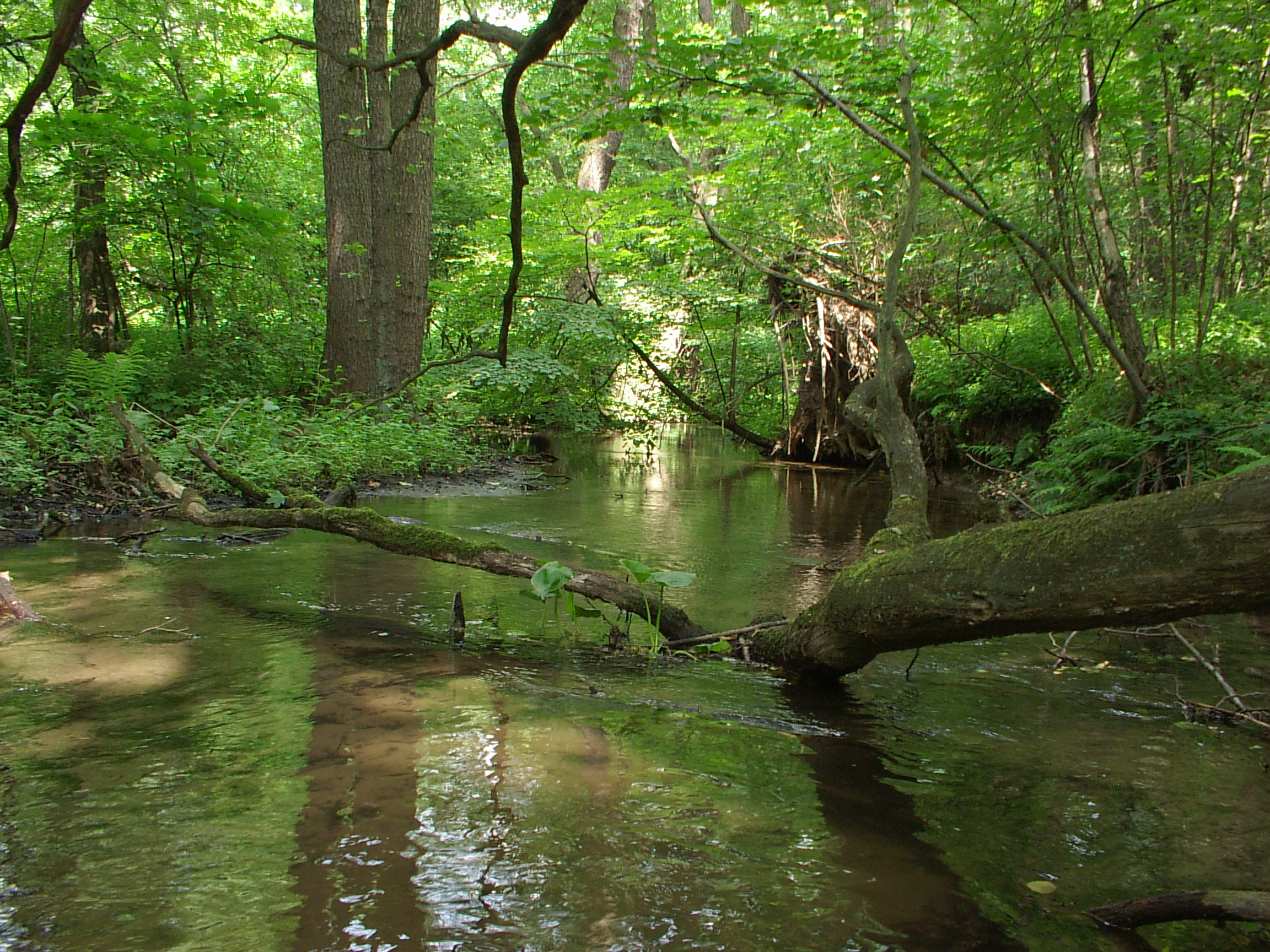
Rezerwat przyrody Struga Dobieszkowska

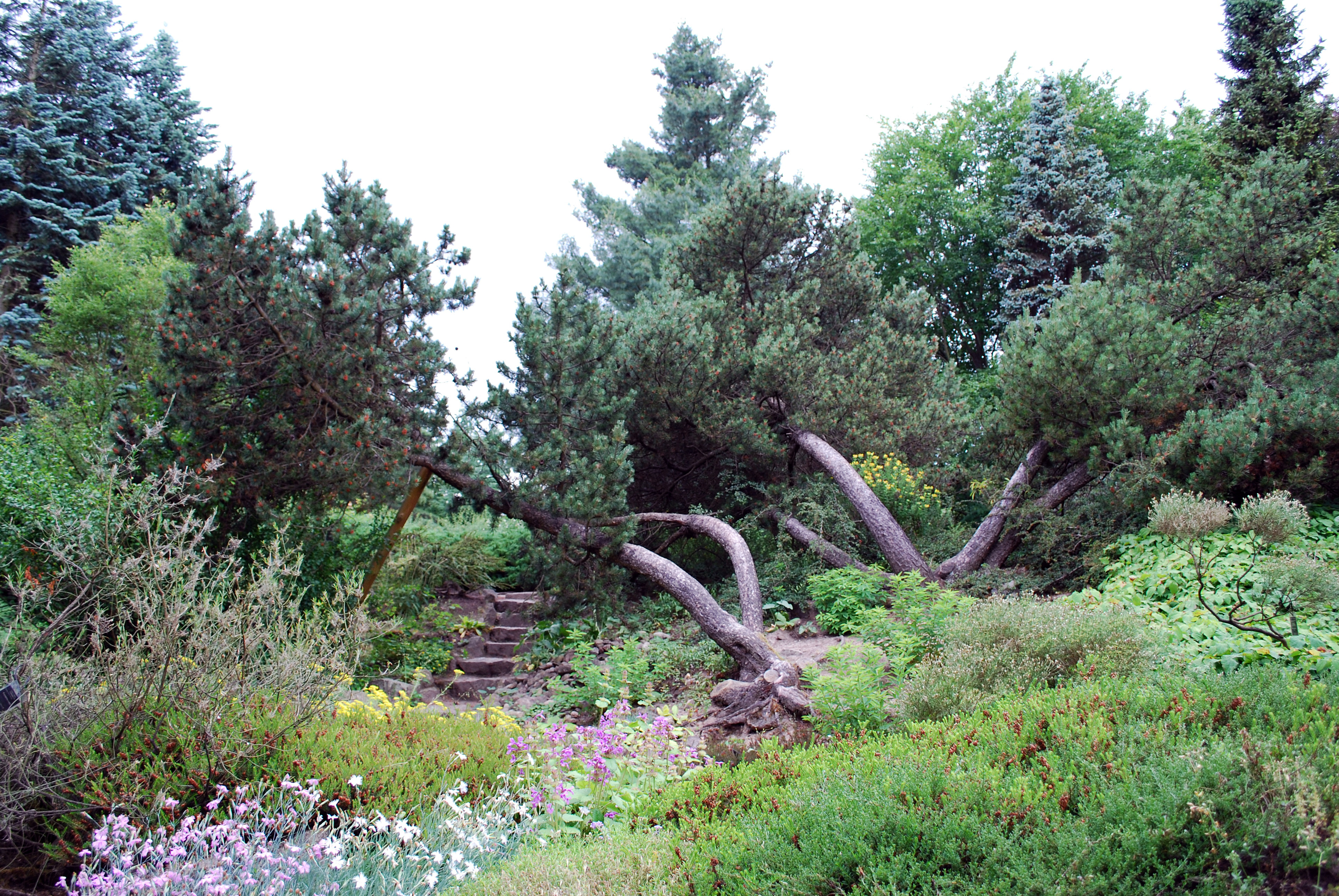
Fragment alpinarium w rogowskim arboretum

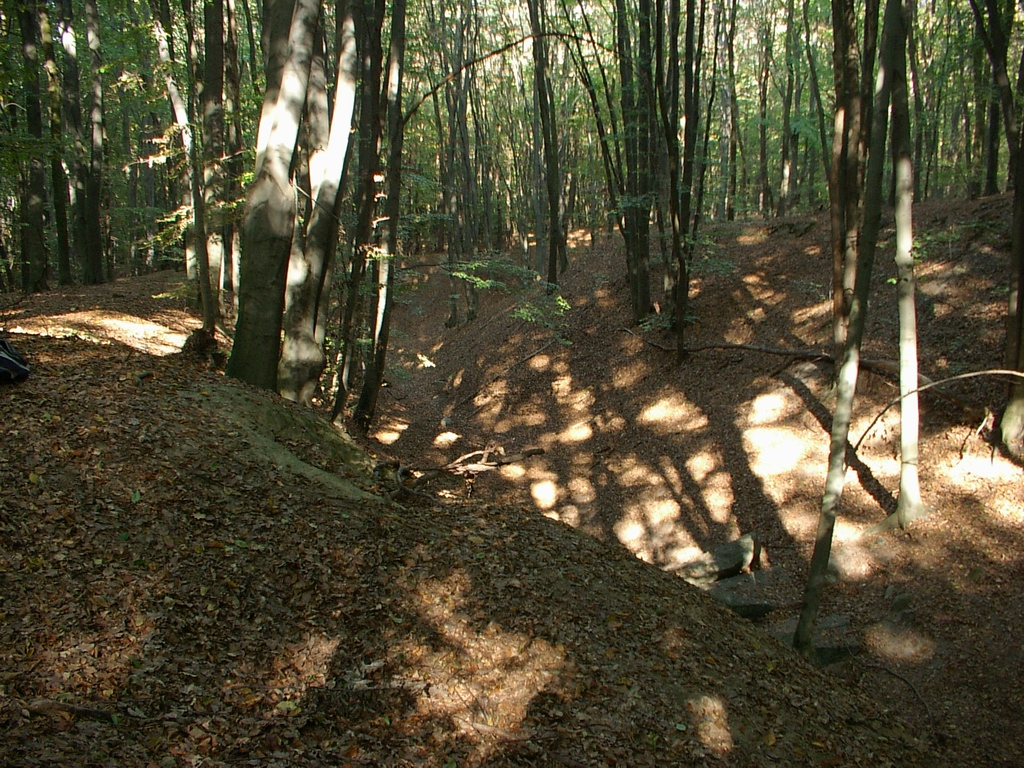
Rezerwat przyrody Parowy Janinowskie

Lasy Spalsko-Rogowskie – leśny kompleks promocyjny ustanowiony zarządzeniem dyrektora generalnego Lasów Państwowych z dnia 30 września 2002 roku.

## Przynależność administracyjna
Kompleks znajduje się w całości w województwie łódzkim na terenie RDLP w Łodzi. Swoim zasięgiem obejmuje miasta Koluszki, Brzeziny oraz wschodnią część Łodzi. Obszar wchodzi w skład jednostek administracyjnych:
- nadleśnictwo Brzeziny – 14434 ha, w tym:
  - obręb leśny Brzeziny – 7743,19 ha
  - obręb leśny Regny – 6690,73 ha

- nadleśnictwo Spała – 15542 ha, w tym:
  - obręb leśny Lubochnia – 7053 ha
  - obręb leśny Spała – 8489 ha

- Leśny Zakład Doświadczalny Rogów – 3691 ha, należący do SGGW, w tym:
  - nadleśnictwo Rogów
  - Arboretum w Rogowie
  - Szkółkarski Ośrodek Szkoleniowy
  - Centrum Edukacji Przyrodniczo-Leśnej Rogów

## Charakterystyka
LKP Lasy Spalsko-Rogowskie obejmuje kompleksy i uroczyska leśne wchodzące pierwotnie w skład Puszczy Łódzkiej i Puszczy Pilickiej. Lesistość w jego zasięgu terytorialnym wynosi 24%. Dominującym typem siedliskowym lasu są tu grądy. Przez obszar kompleksu lub w jego pobliżu przebiegają północne granice zasięgu ważnych gatunków lasotwórczych: jodły, buka, świerka i klonu jawora.

## Edukacja
Jedną z funkcji LKP jest edukacja przyrodnicza i ekologiczna społeczeństwa. Na terenie Lasów Spalsko-Rogowskich realizują ją liczne obiekty:
nadleśnictwo Brzeziny:
- Arboretum w Rogowie wraz z alpinarium, posiadające w kolekcji 2400 taksonów drzew i krzewów oraz 400 gatunków roślin zielnych na powierzchni 54 ha.
- Muzeum Lasu i Drewna w Rogowie. Znajduje się tu kolekcja eksponatów zwierząt, szyszek, drewna oraz wystawa nietoperzy.
- Centrum Edukacji Przyrodniczo-Leśnej w Rogowie, dysponujące bazą noclegową dla 160 osób.
- Izba Edukacji Przyrodniczo-Leśnej przy siedzibie nadleśnictwa Brzeziny.
- Leśny Park Dendrologiczny w Będzelinie.
- 5 leśnych ścieżek edukacyjnych

nadleśnictwo Spała:
- Dom Pamięci Walki I Męczeństwa Leśników I Drzewiarzy im. Adama Loreta w Spale. Miejsce to upamiętnia  leśników walczących w bitwach oraz tych którzy zginęli w obozach zagłady, pomordowanych przez okupanta niemieckiego i sowieckiego.
- Ścieżka przyrodniczo-dydaktyczna "Lasy Spalskie" prowadząca z wyżej wymienionego obiektu wzdłuż strugi Gać, w kierunku Pilicy.
- Punkt edukacyjny "Drugie życie drzewa" w pobliżu leśniczówki Żądłowice.
- Punkt edukacyjny przy siedzibie nadleśnictwa Spała

## Ochrona przyrody
Obszar LKP pokrywa się częściowo z dwoma parkami krajobrazowymi: Wzniesień Łódzkich oraz Spalskim. Ponadto w jego granicach leżą trzy zespoły przyrodniczo-krajobrazowe: "Górna Mrożyca", "Rochna" oraz "Dolina Mrogi".
Znajduje się tu też 17 rezerwatów przyrody:
Gać Spalska, Gałków, Górki, Doliska, Konewka, Kruszewiec, Łaznów, Małecz, Parowy Janinowskie, Popień, Rawka, Spała, Starodrzew Lubochniański, Struga Dobieszkowska, Wiączyń, Zimna Woda, Żądłowice.